# غوردون ريد (لاعب اتحاد الرغبي)
غوردون ريد (بالإنجليزية: Gordon Reid)‏ هو لاعب اتحاد الرغبي بريطاني، ولد في 4 مارس 1987 في Irvine, North Ayrshire ‏ في المملكة المتحدة.

## وصلات خارجية
- غوردون ريد عل موقع إسبنسكروم (الإنجليزية)
- غوردون ريد على موقع ItsRugby.co.uk (الإنجليزية)